# 第一人
《第一人》 (法語：Le Premier homme)是法国作家阿尔贝·卡缪未完成的最后一部小说。
1960年1月4日，46岁的卡缪死于一场车祸。在事故现场的泥浆中，发现了《第一人》的不完整手稿。卡缪的女儿凯瑟琳·卡缪在1994年将手稿出版。卡缪本人认为这会是他的杰作，一些评论家也这样认为，即使尚未完成。

## 情节
小说描写主人公雅克·科尔梅里早年在阿尔及尔，从出生到上中学的岁月。与早期作品的哲学分量不同，加缪的这部小说关注童年、上学、太阳和大海的力量、儿子对母亲痛苦的爱，寻找失散的父亲。同时也是关于殖民地人民在辽阔但并非总是好客的非洲的历史，关于母国与其殖民者的复杂关系，以及战争和政治革命的影响。

## 人物
- 雅克·科尔梅里 – 主人公，在贫穷的家庭长大。
- 凯瑟琳·科尔梅里 – 雅克深爱的母亲，文盲，而且耳聋[1]。